# Weebly
Weebly — бесплатный онлайн-сервис по визуальному (WYSIWYG) созданию сайтов без необходимости знания HTML, который также позволяет разместить созданный сайт в интернете под доменом username.weebly.com или под собственным доменом пользователя. 
Сервис создан при финансовой поддержке венчурной компании Y Combinator. 
Для создания дизайна страниц конструктор предоставляет готовые шаблоны (также есть возможность устанавливать дополнительные виджеты и приложения), с помощью этих инструментов можно оперативно создать и запустить сайт. Пользователи создают страницы, перетаскивая и располагая как им нравится элементы разных типов (такие как изображения, блоки текста, карты Google, видеоролики Google Video и YouTube и даже RSS-агрегатор), при добавлении новых страниц автоматически создается навигационное меню.
Пользователи могут сразу же начать продвигать свой сайт — из панели администратора, разместив ссылки на него на сервисах StumbleUpon и Facebook. Есть также наглядное средство статистики посещаемости сайта.
Для продвинутых пользователей и большей гибкости создатели сервиса предлагают размещение элементов с произвольным HTML-кодом, а также редактирование и загрузка шаблонов дизайна сайта. А также предлагается размещение рекламных объявлений на страницах, с отображением релевантной теме созданного сайта рекламы, весь доход от которой идет пользователю, создавшему сайт.
Сервис является конкурентом таких сервисов по созданию сайтов, как Wix.com, Squarespace, uCoz, Jimdo, Google Sites. Изначально сайт был создан Дэвидом Русенко, Дэном Велтри и Крисом Фанини, которые учились на степень бакалавров в Государственном Университете Пенсильвании.
Сервис вошёл в 50 лучших сайтов 2007 года, названных журналом Time. 
На сентябрь 2021 года на платформе Weebly работает более миллиона сайтов.
В апреле 2018 года компания Square объявила о приобретении Weebly за 365 миллионов долларов.
С октября 2018 года на Weebly прекращено предоставление возможности создания сайтов в России, Украине, Белоруссии и многих других странах; для доступа из них и к уже созданным сайтам и к самой системе необходим VPN.